# De Tomaso Sport 5000
De De Tomaso Sport 5000 (ook gekend als de Ghia DeTomaso of de De Tomaso P70) was een racewagen van de Italiaanse autofabrikant De Tomaso uit 1965. Van de geplande 50 exemplaren werd er slechts één gebouwd, die ook maar aan één enkele race heeft deelgenomen.

## Historiek
Eind 1964 besloten Alejandro de Tomaso en Carroll Shelby om samen een nieuwe Can-Am-raceauto te ontwikkelen toen bleek dat de Shelby Cobra daar niet zou kunnen concurreren. Shelby kocht een 4.736 cc Ford 289 V8-motor met 354 kW (482 pk) en gaf Peter Brock de opdracht om een open aluminium carrosserie voor de auto te ontwerpen. Met behulp van een licht gewijzigd ruggengraatchassis van de De Tomaso Vallelunga werd een prototype gebouwd in Italië door lokale metaalbewerkers.
Shelby was echter niet tevreden met het resultaat en stuurde Brock naar Carrozzeria Fantuzzi om de ontwikkeling van de carrosserie persoonlijk bij te sturen. De resulterende auto, die gekenmerkt werd door een beweegbare achtervleugel, half afgedekte achterwielen en volledige deuren, werd de De Tomaso P70. Voor het einde van 1965 trok Shelby zich echter terug uit het project, naar verluidt om de Ford GT40 klaar te stomen voor de 24 uur van Le Mans. Als gevolg hiervan wendde De Tomaso zich tot Ghia en de auto werd bekend als de Ghia DeTomaso. De auto werd aan het publiek voorgesteld op het Autosalon van Turijn in november 1965.
Mede door de terugtrekking van Shelby werd er slechts één P70 gebouwd. Brock, die de Amerikaanse dealer van de auto zou worden, bleef echter deelnemen aan het project. Voorafgaand aan het racedebuut van de auto, onder de naam Sport 5000, paste De Tomaso het ontwerp aan voor gebruik in Europese races: de wielafdekking werd verwijderd en de wagen kreeg richtingaanwijzers vooraan en een ruitenwisser.

## Races
De originele P70 heeft nooit aan races deelgenomen. De Sport 5000 werd ingeschreven voor de 12 uren van Sebring in maart 1966 met het Italiaanse trio Pierre Noblet, Franco Bernabei en Umberto Maglioli als coureurs. Het team trok zich echter terug voor de aanvang van de race. Ook de poging van De Tomaso om Noblet en Bernabei te laten rijden tijdens de 24 uur van Le Mans in juni 1966 mislukte: de inschrijving werd afgewezen door de organisatoren van de race. De Sport 5000 maakte uiteindelijk zijn debuut in juli 1966 tijdens de Mugello Grand Prix met Roberto Bussinello aan het stuur. De wagen viel echter al in de openingsronde uit en heeft nadien nooit meer geracet.

## Nasleep
Na de mislukte Mugello-race werd de Sport 5000 nooit meer gebruikt. Het onderstel diende later nog als basis voor de De Tomaso Mangusta. De Sport 5000 belandde in de De Tomaso-fabriek en bleef er tot 2004, toen na het overlijden van Alejandro de Tomaso de wagen verkocht werd aan VDV Grant.

## Fotogalerij

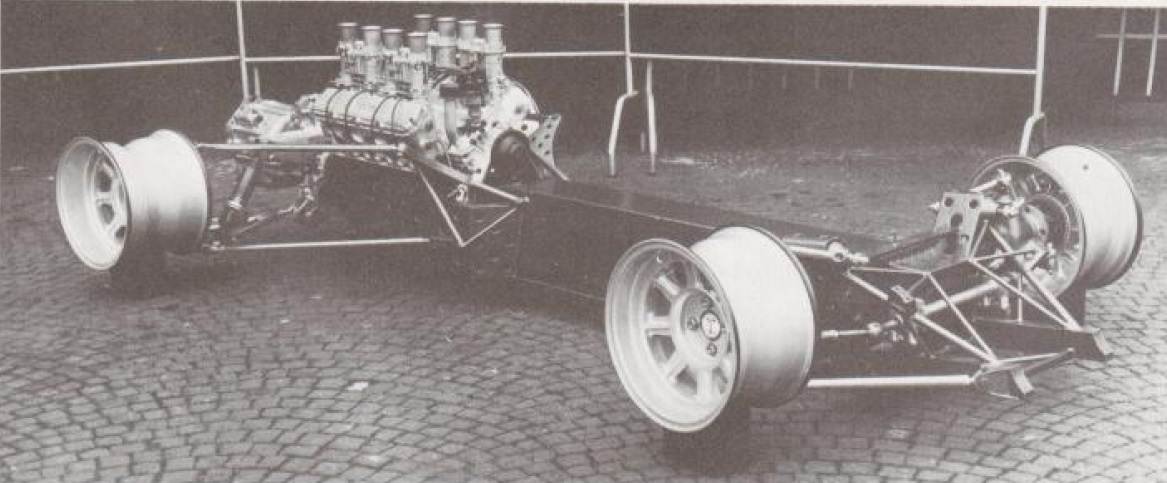
Het ruggengraatchassis van de De Tomaso P70
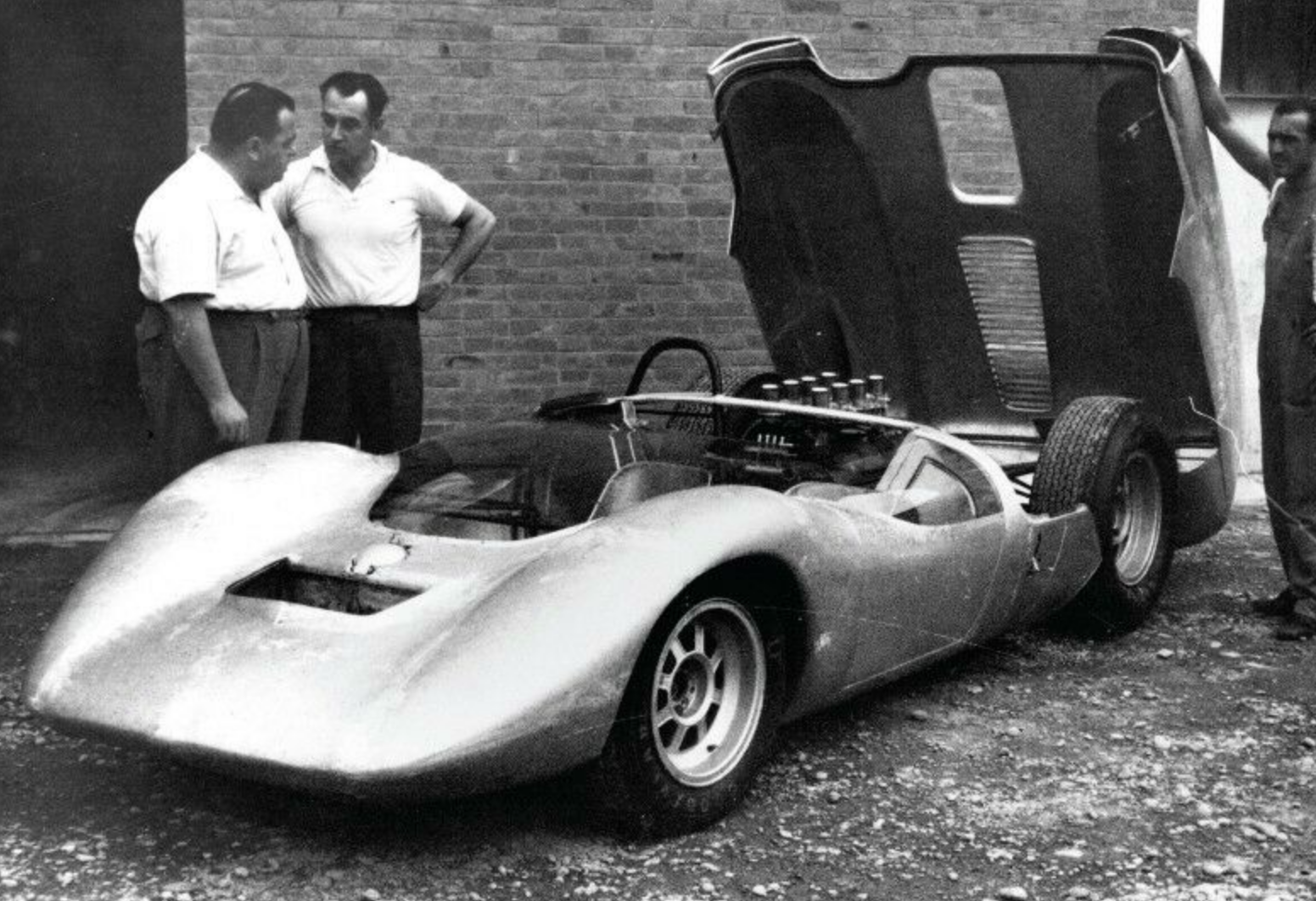
De Tomaso P70, met in de achtergrond Medardo Fantuzzi en Alejandro de Tomaso
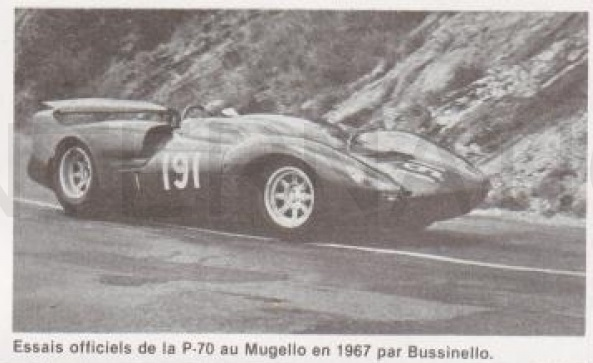
De Tomaso Sport 5000, bestuurd door Roberto Businello tijdens de Mugello Grand Prix in 1966

## Boeken
- Peter BROCK, The Road to Modena: Origins & History of the Shelby - De Tomaso P70 Can-Am Sports Racer, Brock Racing Enterprises LLC, 2018. ISBN 978-09-895-3722-3